# High Fidelity (romance)
High Fidelity é um romance do autor britânico Nick Hornby publicado pela primeira vez em 1995. Ele vendeu mais de um milhão de cópias e mais tarde foi adaptado para um longa-metragem em 2000, um musical da Broadway em 2006 e uma série de TV em 2020. Em 2003, o romance foi listado na pesquisa da BBC The Big Read.
Lançado no Brasil pela editora Rocco em 1998, como Alta Fidelidade, com tradução de Paulo Reis. Em 2013 é relançado agora pela editora Companhia das Letras, com uma nova tradução de Christian Schwartz.

## Sinopse
O protagonista da história se chama Rob Fleming, 30 anos e dono de uma loja de discos em Camden, Londres (Championship Vinyl). Apaixonado, assim como seus funcionários, pela música pop inglesa dos anos 1970, Rob gasta muito tempo criando compilações em cassete (mixtape) e todos os tipos de listas "Top 5" (por exemplo, os cinco melhores lados A de todos os tempos, os cinco filmes favoritos do pai de Rob, as cinco melhores músicas pop sobre a morte).
Com quase 36 anos de idade, sua namorada Laura decide deixá-lo por causa de sua incapacidade de se comprometer seriamente com algo, deixando Rob devastado. Seu desespero aumenta quando ele descobre que Laura começou um relacionamento romântico com o vizinho de cima, a quem Rob sempre odiou.
Rob após o rompimento, relembrando seus cinco rompimentos mais memoráveis, decide entrar em contato com suas antigas namoradas, descobrindo que a maioria delas tem uma memória ruim dele, Rob faz um balanço de seu medo de noivado e, principalmente, de ver as pessoas ao seu redor morrerem.

## Adaptações
- (2000) High Fidelity, filme britânico-americano dirigido por Stephen Frears e com John Cusack no papel de Rob.
- (2006) High Fidelity, musical baseado no livro, escrito por David Lindsay-Abaire, com composições de Amanda Green e músicas de Tom Kitt.
- (2020) High Fidelity, série de TV americana desenvolvida por Veronica West e Sarah Kucserka, transmitida no serviço Hulu com Zoë Kravitz no papel de uma versão feminina de Rob.